# Lightyear Entertainment
La Lightyear Entertainment è una casa distributrice statunitense di film indipendenti e album musicali, con sede legale nel quartiere di Studio City, in California.
Negli anni ha lavorato per la Vivendi/Universal e per la Warner Home Video.

## Film prodotti[2][3]
- Little Glory (2015)
- Jane Fonda's Original Workout (2015)
- Rockin' The Wall (2014)
- Thy Will Be Done (2013)
- Reality Terror Night (2013)
- I'm Dickens, He's Fenster (2012)
- Laid Off (2011)
- Rocksteady: The Roots of Reggae (2010)
- Here and There (2010)
- Keepin' the Faith: Momma's Got a Boyfriend (2010)
- The Heart is a Drum Machine (2010)
- Teenage Dirtbag (2009)
- Randy and the Mob (2009)
- Pastor Jones: Sisters in Spirit 2 (2009)
- Veritas, Prince Of Truth (2009)
- The Accountant (2009)
- The Moon and the Stars (2009)
- Keepin' the Faith: My Baby's Gettin' Married! (2009)
- See Dick Run (2009)
- Saturday Morning (2009)
- Opie Gets Laid (2009)
- Pastor Jones: Sisters in Spirit (2008)
- Flogging Margaret (2008)
- Johnson Family Dinner (2008)
- Suspension (2008)
- Johnson Family Christmas Dinner (2008)
- Battle of the Bulge (2008)
- Killing Zelda Sparks (2008)
- Don't Touch If You Ain't Prayed 2 (2008)
- Light and the Sufferer (2008)
- Studio (2008)
- Heaven (2008)
- The Orange Thief (2008)
- Get Thrashed (2008)
- Color of the Cross 2: Resurrection (2008)
- R&B Chick (2008)
- Jekyll (2007)
- The Junior Defenders (2007)
- Everything's Jake (2007)
- Pastor Jones: Sisters in Spirit (2007)
- Black Woman's Guide to Finding a Good Man (2007)
- Short Fuse (2007)
- Burning Annie (2007)
- The Murder Game (2007)
- Neil's Party (2006)
- Kevin Hart: Live Comedy from the Laff House (2006)
- Jailbait (2006)
- 5 Card Stud (2005)
- Treasure n tha Hood (2005)
- Poison Dust (2005)
- Mother Goose Rocks (2005)
- Those Who Walk in Darkness (2003)
- Westender (2003)
- The Ghosts of Edendale (2003)
- Sistas 'N the City (2003)
- Turn of Faith (2003)
- Under the Covers (2002)
- Rave (2000)
- Aria (1999)
- Elvis: Aloha from Hawaii (1991)
- Stevie Nicks: Live at Red Rocks (1987)